# Valles di Mercurio
Segue una lista delle valles presenti sulla superficie di Mercurio. La nomenclatura di Mercurio è regolata dall'Unione Astronomica Internazionale; la lista contiene solo formazioni esogeologiche ufficialmente riconosciute da tale istituzione.
Le valles di Mercurio portavano inizialmente i nomi di osservatori radiotelescopici di varie località del mondo, ma tali valles valles sono state abolite o ridefinite come catenae nel marzo del 2013.
Da aprile 2013 le valles portano i nomi di località non più abitate.

## Prospetto
| Vallis         | Eponimo                                                                   | Latitudine | Longitudine | Diametro |
| -------------- | ------------------------------------------------------------------------- | ---------- | ----------- | -------- |
| Angkor Vallis  | Angkor - Capitale dell'Impero Khmer in Cambogia.                          | 57,21° N   | 245,77° W   | 94,96 km |
| Cahokia Vallis | Cahokia - Città della cultura mississippiana negli Stati Uniti d'America. | 65,7° N    | 233,88° W   | 76,95 km |
| Caral Vallis   | Caral - Città della cultura Norte Chico in Perù.                          | 62,63° N   | 230,51° W   | 64,09 km |
| Paestum Vallis | Paestum - Città della Magna Grecia e dell'Antica Roma in Italia.          | 60,18° N   | 233,72° W   | 96,15 km |
| Timgad Vallis  | Timgad - Città dell'Antica Roma in Algeria.                               | 60,8° N    | 243,1° W    | 116,4 km |

## Prospetto della nomenclatura abolita
| Vallis           | Eponimo                                                                    | Latitudine | Longitudine | Diametro  | Motivazione                 |
| ---------------- | -------------------------------------------------------------------------- | ---------- | ----------- | --------- | --------------------------- |
| Arecibo Vallis   | Radiotelescopio di Arecibo a Porto Rico.                                   | 27,72° S   | 28,23° W    | 133,05 km | Riclassificata come catena. |
| Goldstone Vallis | Radiotelescopio di Goldstone in California negli Stati Uniti d'America.    | 15,75° S   | 32,05° W    | 103,23 km | Riclassificata come catena. |
| Haystack Vallis  | Radiotelescopio di Haystack nel Massachusetts negli Stati Uniti d'America. | 4,79° N    | 46,63° W    | 264,56 km | Riclassificata come catena. |
| Simeiz Vallis    | Osservatorio di Simeiz in Crimea in Ucraina.                               | 12,81° S   | 64,83° W    | 126,47 km | Abolita.                    |

## Vista d'insieme
- - Nomenclatura in vigore
- - Nomenclatura abolita